# Palio di Parma

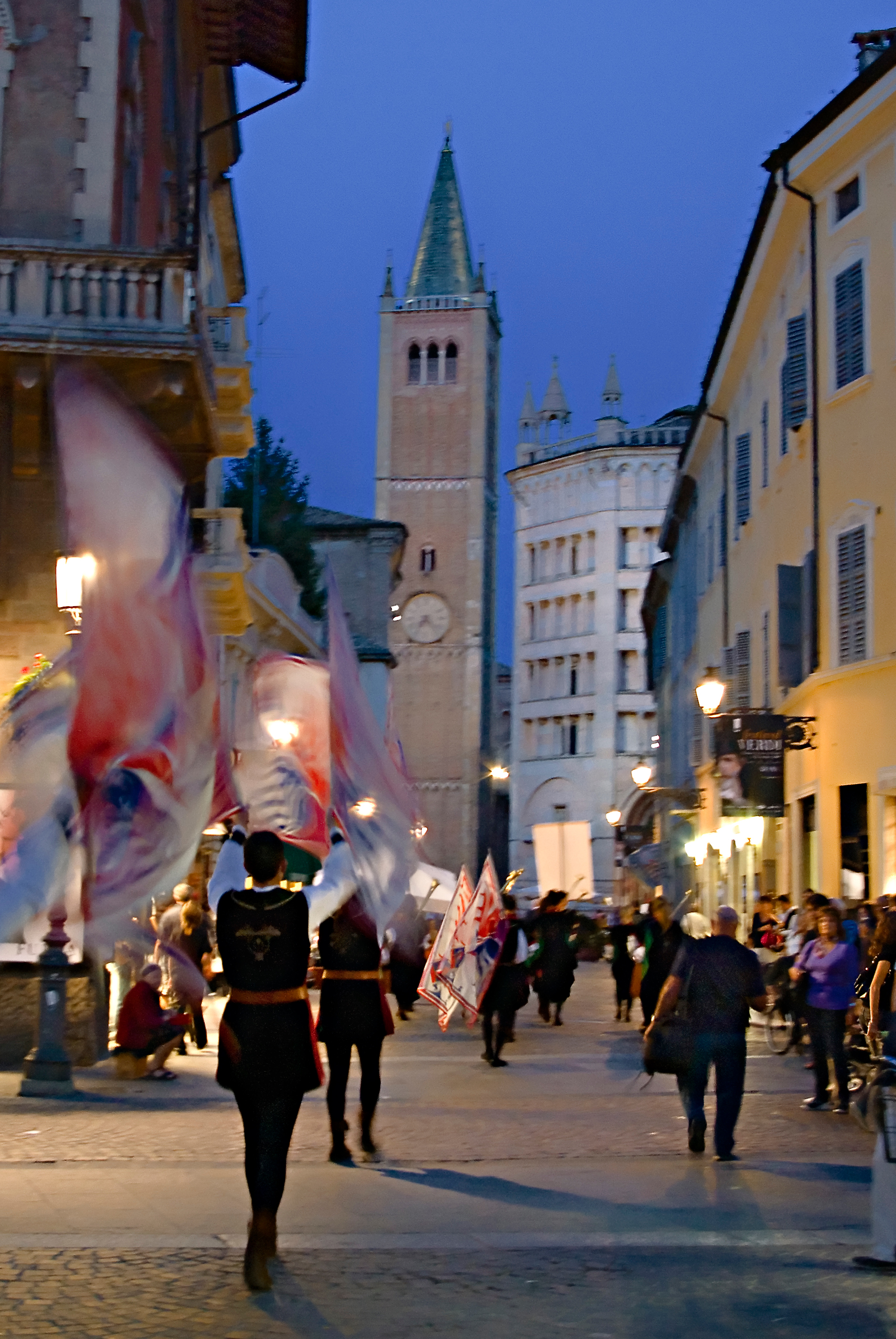
Gli sbandieratori scortano i figuranti al duomo per la benedizione del palio

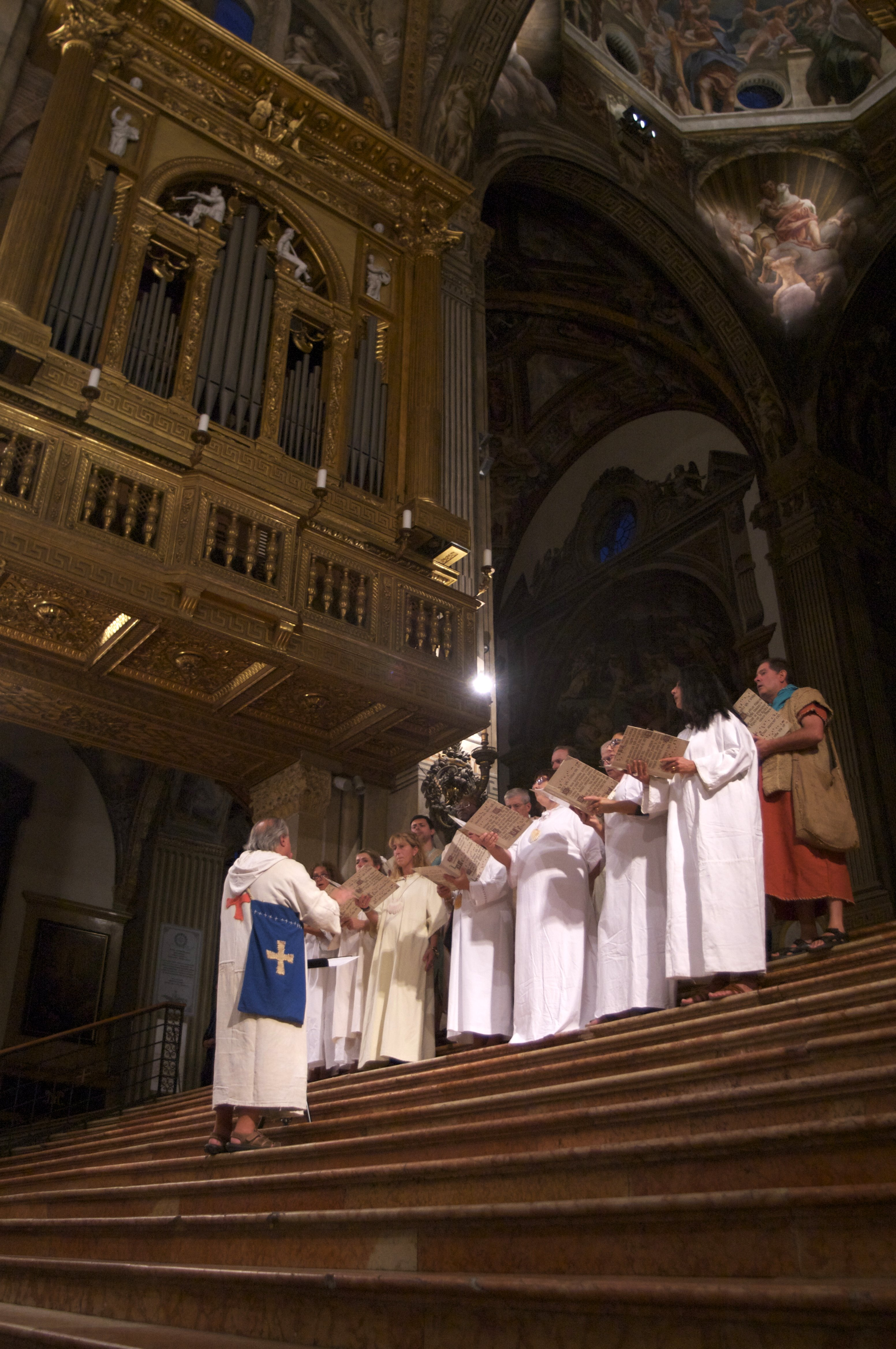
Coro medievale in Duomo per la benedizione del Palio

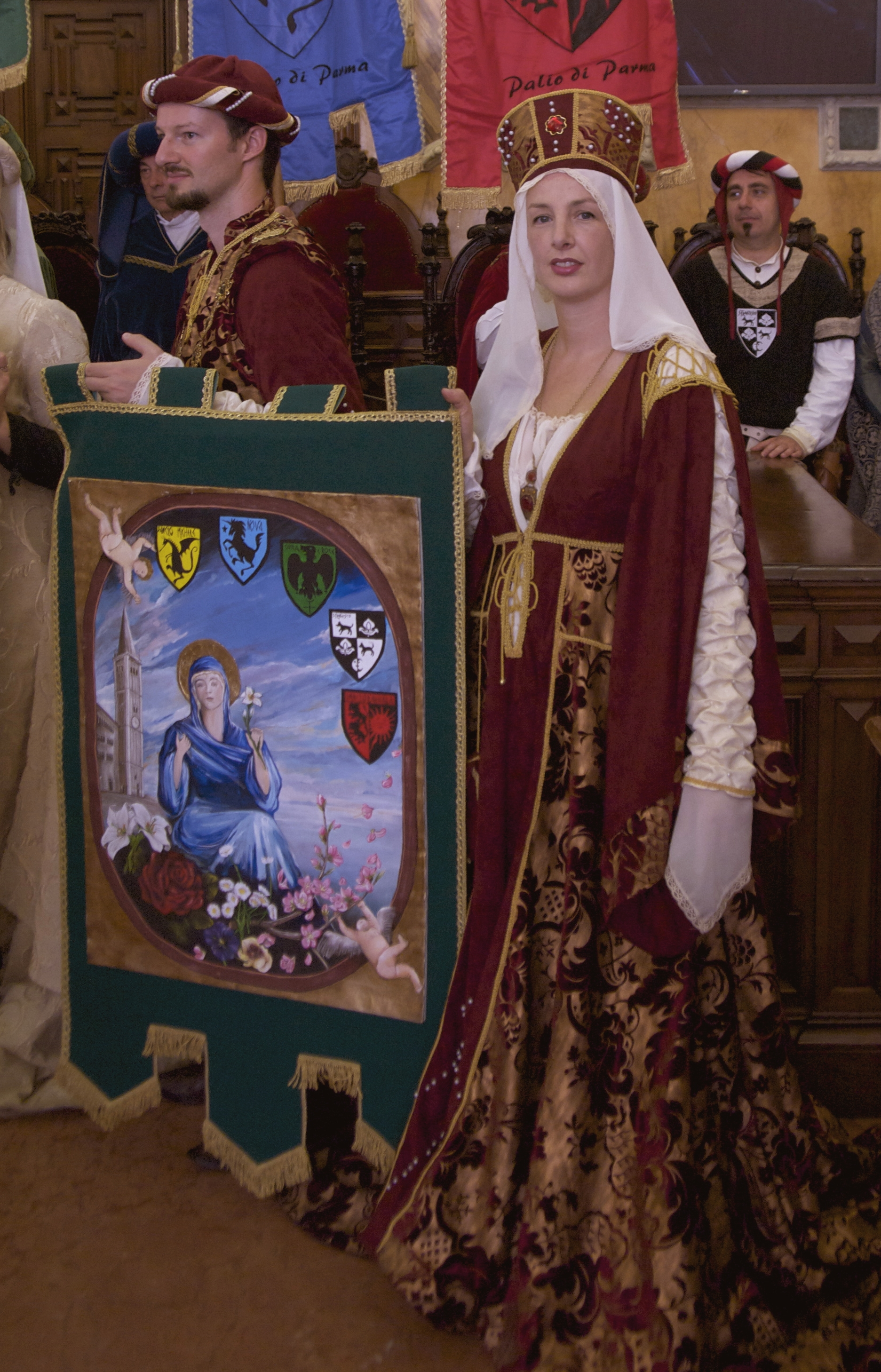
Cerimonia di presentazione alle autorità dei palii dipinti per l'anno 2012. In questo caso si tratta del palio riservato alla corsa delle donne detto del "panno verde", poi vinto da Porta Santa Croce

Il Palio di Parma è una manifestazione che si svolge annualmente nella città di Parma, rievocativa dell'antica "Corsa dello Scarlatto".

## Storia
La Corsa dello Scarlatto è documentata per la prima volta in un documento del 1314 essendo riportate da Giovanni Del Giudice nel "Chronicon Parmense", il quale riferisce dei festeggiamenti per il fidanzamento tra Giberto III da Correggio figlio di Guido, signore di Parma per acclamazione popolare dal 1303 al 1316, e Engelenda Rossi detta Maddalena Rossi di San Secondo figlia di Guglielmo de' Rossi e Donella da Carrara dei Signori di Padova.. Fu un fidanzamento fortunato, in seguito allietato dalla nascita di cinque figli, Giovanni, Beatrice, Donella, Vannina ed Elisabetta. La futura sposa poteva vantare nobilissime origini. Il padre era stato nominato cavaliere (investitura del conte di Lavagna) nel 1282, oltre ad essere canonico del Capitolo della Cattedrale di Parma sino al 1281, podestà di Modena (1281), di Milano (1284), di Lucca (1290 e 1293), di Bologna (1291) e discendente della antica famiglia di Rossi di Parma. La madre faceva invece parte della aristocratica famiglia veneta dei Carraresi ed era a sua volta figlia di una Fieschi, ovvero una delle maggiori famiglie nobili genovesi. Il giorno dell'Assunta, non solo si annunciò il fidanzamento, ma si permise a tutti gli esuli di rientrare in città e furono presenti alla corsa dello Scarlatto la famiglia Rossi al completo, i Pallavicino, gli Aldighieri, le famiglie nobili, gli Anziani, i cavalieri nonché tutto il popolo. Il matrimonio invece fu celebrato il 1º settembre 1314, ponendo momentanea fine all'antica rivalità tra i Da Correggio e i Rossi, suggellando una alleanza che contrastava le mire di egemonia delle altre grandi famiglie di Parma, prime fra tutte i Sanvitale e i Lupi. Oltre ai festeggiamenti per tutta la popolazione si tennero lauti banchetti e festeggiamenti nei palazzi dello sposo e nel Palazzo vescovile.
La manifestazione trecentesca in quegl'anni si svolgeva ogni 15 agosto, e prevedeva una corsa dalla porta detta Nova [fino] alla piazza del Comune e delle giostrate a cavallo con armi cortesi; successivamente nel corso dei secoli il Palio fu identificato con una corsa equestre con i bàrberi, alla quale venivano invitate a partecipare le maggiori famiglie regnanti dell'epoca. Nel 1490 tra gli invitati troviamo ad esempio gli Sforza di Milano, gli Este di Modena e Ferrara, i Gonzaga di Mantova, i reggenti della allora Firenze e molti altri personaggi influenti dell'epoca.
Nel 1490 la manifestazione cessò ogni attività a causa delle guerre con i francesi, ed è nuovamente attestata nel 1525; agli inizi del XIX secolo non fu più disputata.

## Epoca moderna
Dal 1978 è stato riorganizzato dal Centro Sportivo Italiano di Parma. Sono previste tre gare di velocità, una con asini, una corsa delle donne, e una corsa degli uomini, in ognuna delle quali ci si disputa un telo dipinto. Oltre alle corse si svolgono cortei in costume, battaglie di guerrieri medievali, danze, e spettacoli tipici dell'epoca. Ognuna delle cinque porte della città è inoltre rappresentata da un gruppo diverso di sbandieratori che si esibiscono diverse volte nei due giorni dei festeggiamenti. Alle ore 11.00 della domenica del palio, in particolare si esibiscono contemporaneamente in 5 luoghi diversi del centro storico, ovvero:
PORTA SAN BARNABA: Piazzale della Pace / Pilotta.
PORTA SAN MICHELE: Barilla Center.
 PORTA NUOVA: Piazza Garibaldi.
 PORTA SAN FRANCESCO: Barriera Bixio.
 PORTA SANTA CROCE: Parco Ducale davanti al palazzo del Giardino.
Il Palio vero e proprio si tiene al pomeriggio, dopo che i figuranti delle 5 porte, partendo dalla rispettiva porta, abbiano raggiunto in corteo il centro (Pilotta o piazza Duomo a seconda degli anni). Dopo l'esibizione in successione dei cinque gruppi di sbandieratori, i festeggiamenti si spostano in piazza Garibaldi e via Mazzini luogo delle corse.

## Palii
I palii, ovvero teli dipinti ad olio, vengono scelti ogni anno tramite un concorso indetto tra gli allievi dell'istituto superiore d'arte Paolo Toschi di Parma. Nel dipinto deve apparire la Madonna, protettrice di Parma, ed un elemento architettonico identificativo della città, nonché gli stemmi delle cinque porte cittadine. Una settimana prima rispetto alla data del palio, i teli vengono presentati alle autorità cittadine: vescovo, sindaco, prefetto e presidente della provincia, ciascuno nella relativa sede.

## Porte

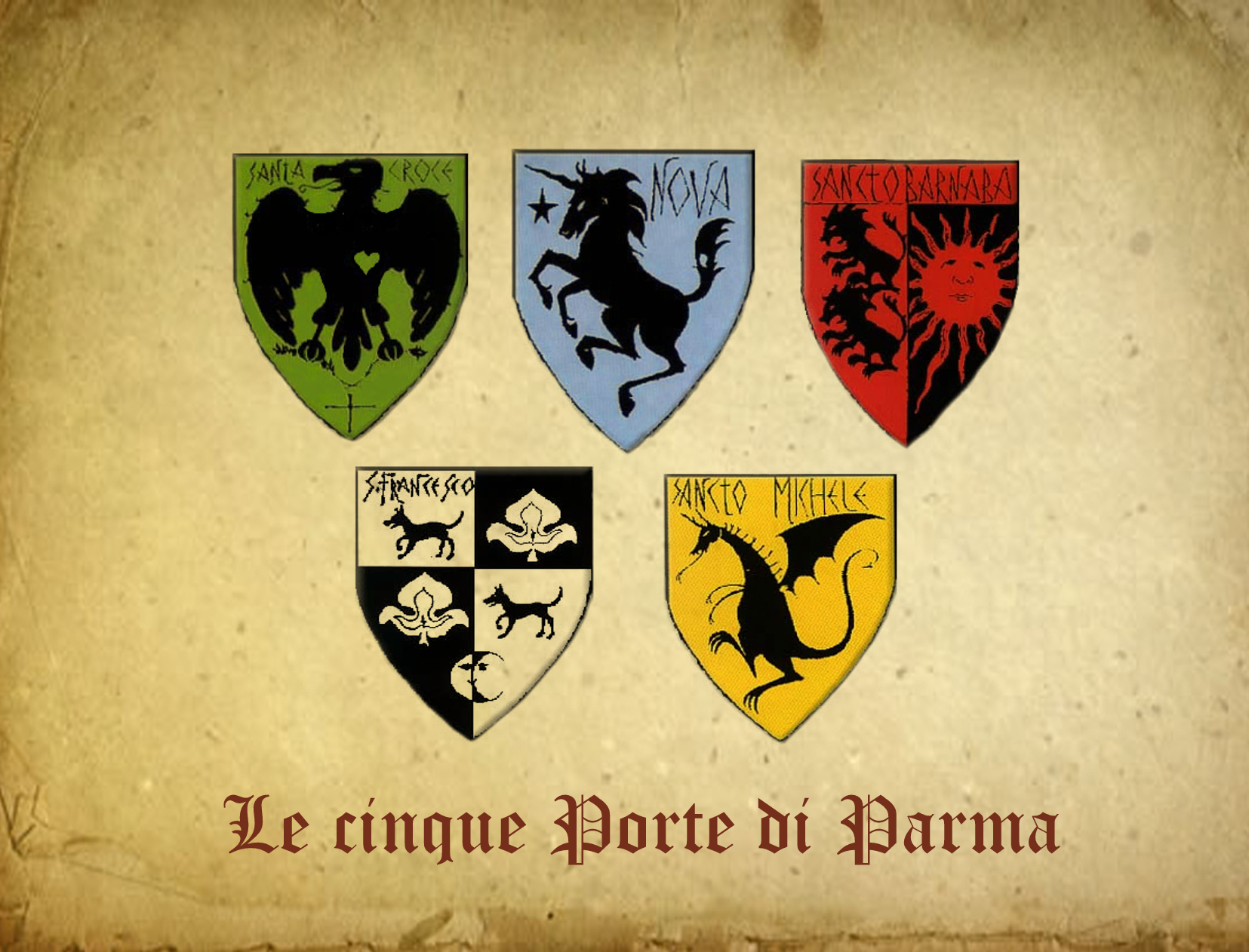
I simboli delle cinque Porte del Palio di Parma

| Impresa | Colori | Famiglia             | Territorio | Chiesa Simbolo                                       | Esistenza porta  |
| ------- | ------ | -------------------- | --- | ---------------------------------------------------- | ---------------- |
| Aquila  | Verde  | Rossi di San Secondo | Via d'Azeglio, Piazzale Inzani, Via Imbriani (lato nord), Via Gramsci, quarteri Pablo, Golese e San Pancrazio, la "zona nord Ovest della città". | Chiesa di Santa Croce (Parma) (piazzale Santa Croce) | Ancora esistente |

| Impresa | Colori        | Famiglia                      | Territorio | Chiesa Simbolo                                                | Esistenza porta  |
| ------- | ------------- | ----------------------------- | --- | ------------------------------------------------------------- | ---------------- |
| Lupo    | Bianco e nero | Pallavicino, Lupi e Cavalcabò | Strada Bixio, lato sud di via D'Azeglio dal Ponte all'Annunziata, Via della Costituente, Via Imbriani (lato sud), Via della Salute, quartieri Montanara, Molinetto e Vigatto, "zona sud ovest della città". | Chiesa della Santissima Annunziata (Parma) (Strada d'Azeglio) | Ancora esistente |

| Impresa  | Colori | Famiglia                       | Territorio                                                                                                 | Chiesa Simbolo                          | Esistenza porta    |
| -------- | ------ | ------------------------------ | --- | --------------------------------------- | ------------------ |
| Unicorno | Blu    | Da Cornazzano e Terzi di Parma | Strada Farini, Borgo Giacomo, Via XXII Luglio, Borgo Felino, quartiere Cittadella, "zona sud della città". | Chiesa di Sant'Uldarico (Strada Farini) | Abbattuta nel 1901 |

| Impresa | Colori | Famiglia  | Territorio | Chiesa Simbolo                                        | Esistenza porta                                            |
| ------- | ------ | --------- | --- | ----------------------------------------------------- | ---------------------------------------------------------- |
| Drago   | Giallo | Sanvitale | Strada della Repubblica, Via Dalmazia, Viale Tanara, Strada Elevata, Viale Partigiani d'Italia, Viale Pier Maria Rossi, quartieri Lubiana e San Lazzaro, la "zona est della città". | Chiesa di San Sepolcro (Parma) (via della Repubblica) | Facciata smontata e ricomposta nel cortile della rocchetta |

| Impresa | Colori | Famiglia     | Territorio | Chiesa Simbolo                                             | Esistenza porta    |
| ------- | ------ | ------------ | --- | ---------------------------------------------------------- | ------------------ |
| Leone   | Rosso  | Da Correggio | Strada Garibaldi, Strada Cavour, Borgo Parmigianino, Via Verdi, Viale Toscanini, quartieri San Leonaro e Cortile San Martino, la "zona nord est della città". | Chiesa di San Francesco del Prato (piazzale San Francesco) | Abbattuta nel 1830 |

### Albo d'oro - Corsa dello Scarlatto (uomini)

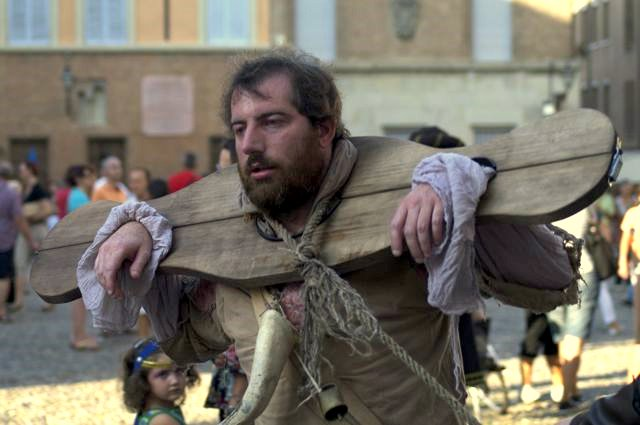
Prigioniero al palio di Parma

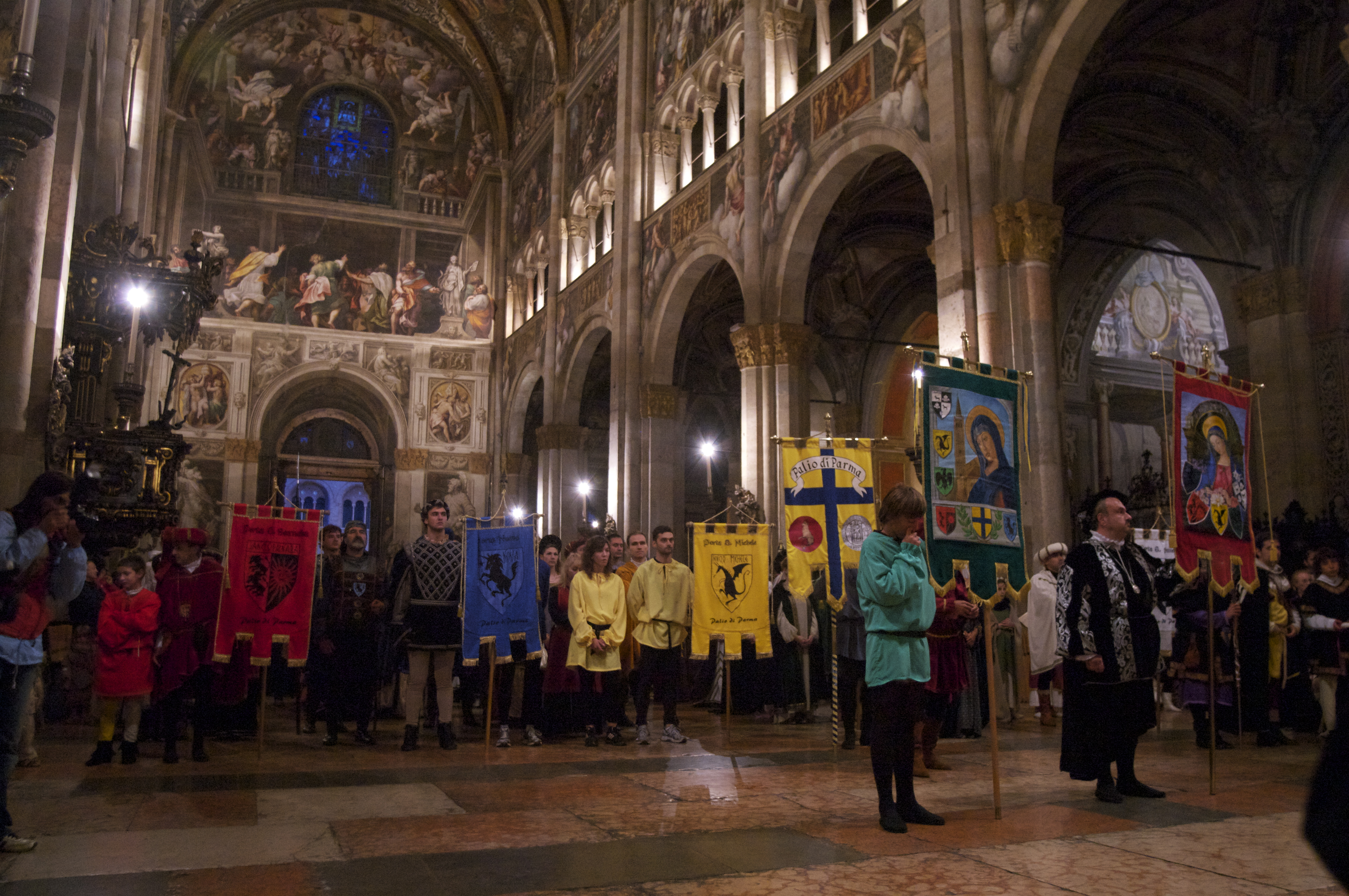
Benedizione del Palio in duomo

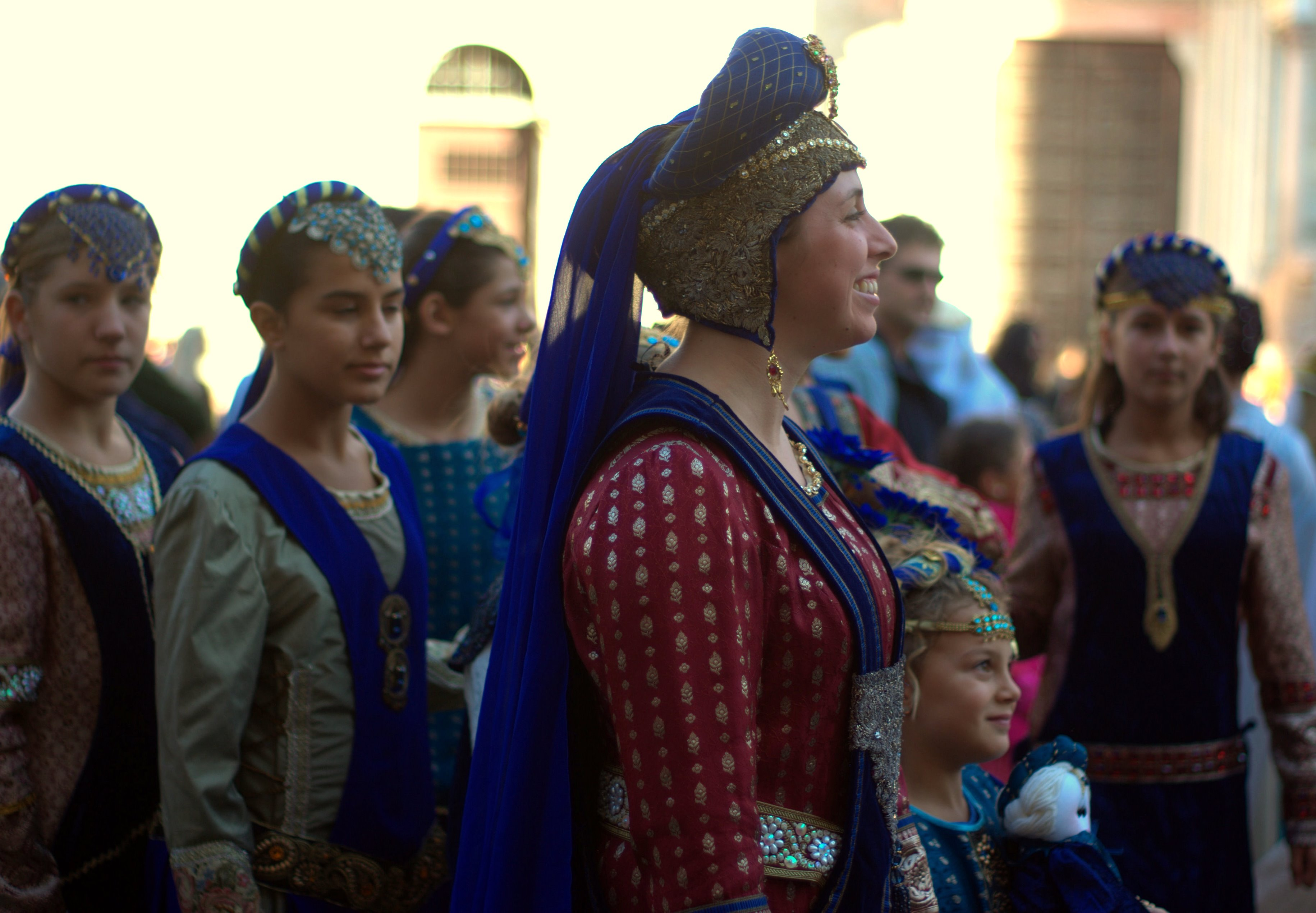
Figuranti del Palio di Parma

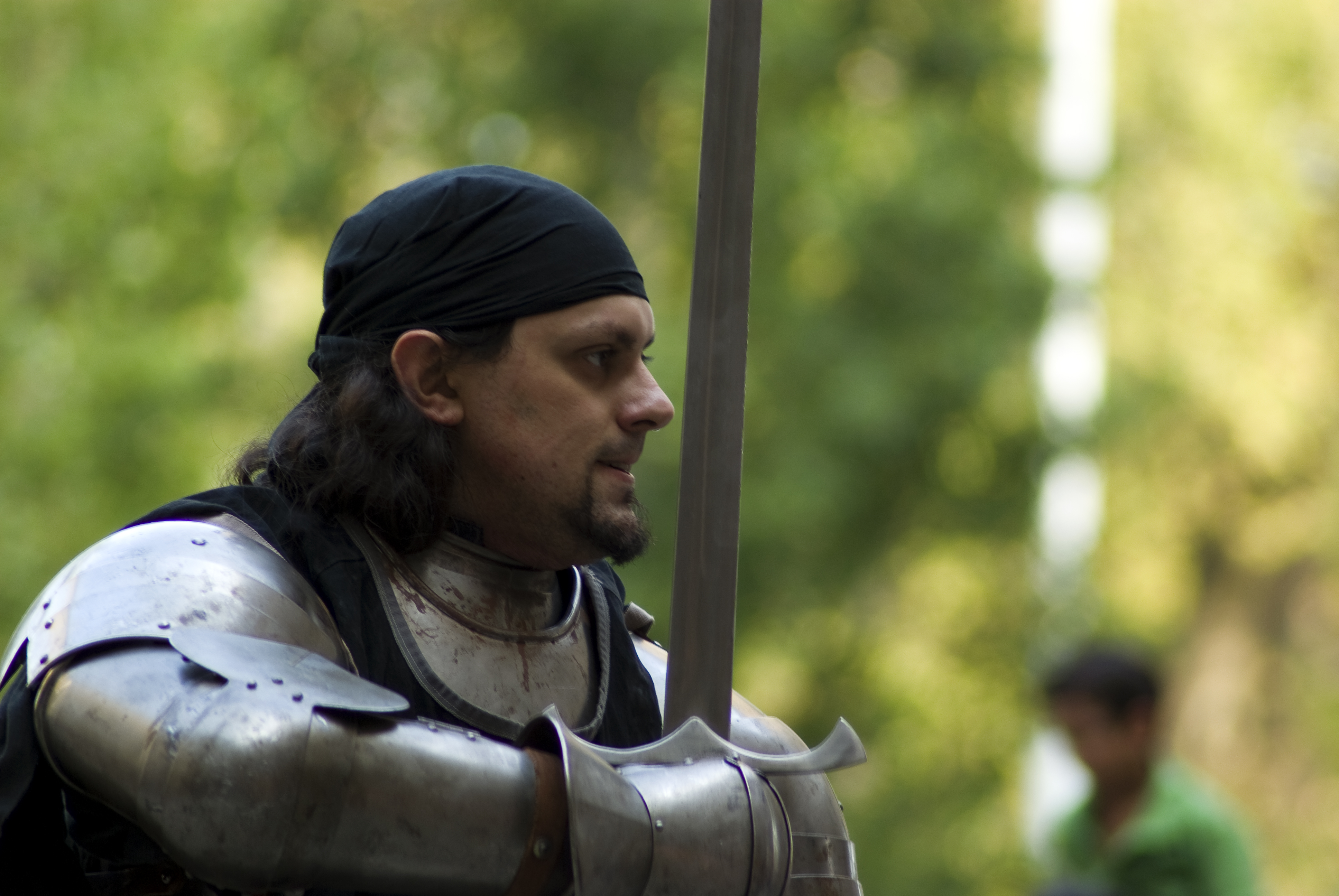
Guerriero Medievale al Palio di Parma

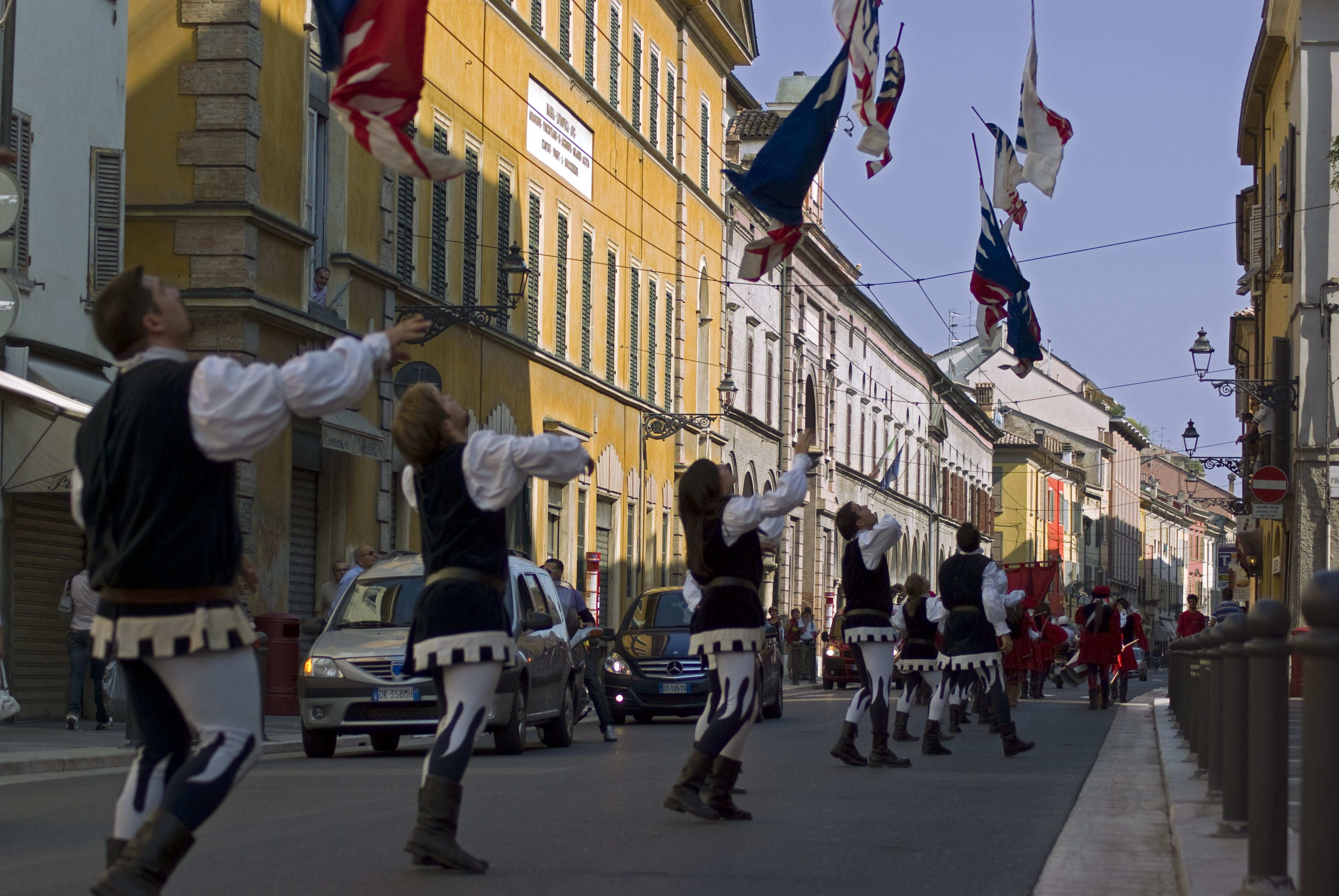
Corteo sbandieratori da Porta Santa Croce al centro

| Edizione | Porta vincitrice            |
| -------- | --------------------------- |
| 1978     | Porta San Francesco         |
| 1979     | Porta San Michele 2         |
| 1980     | Porta San Michele 2         |
| 1981     | Porta San Michele           |
| 1982     | Porta San Michele           |
| 1984     | Porta San Francesco         |
| 1986     | Porta San Michele           |
| 1988     | Porta Santa Croce           |
| 1991     | Porta San Michele           |
| 1993     | Porta San Michele           |
| 1995     | Porta San Michele           |
| 1996     | Porta San Michele           |
| 1997     | Porta San Francesco         |
| 1998     | Porta San Michele           |
| 1999     | Porta San Michele           |
| 2000     | Porta San Michele           |
| 2001     | Non assegnato               |
| 2002     | Porta San Michele           |
| 2003     | Porta San Francesco         |
| 2004     | Porta San Francesco         |
| 2005     | Porta San Francesco         |
| 2006     | Porta San Michele           |
| 2007     | Porta San Francesco         |
| 2008     | Porta San Francesco         |
| 2009     | Porta San Francesco         |
| 2010     | Porta San Francesco         |
| 2011     | Porta San Francesco         |
| 2012     | Porta Nuova                 |
| 2013     | Porta San Francesco         |
| 2014     | Porta San Francesco         |
| 2015     | Porta San Francesco         |
| 2016     | Porta San Francesco         |
| 2017     | Porta San Francesco         |
| 2018     | Porta San Francesco         |
| 2019     | Non assegnato (MALTEMPO)    |
| 2020     | Non assegnato (PANDEMIA)    |
| 2021     | Versione ridotta (PANDEMIA) |
| 2022     | Porta San Michele           |
| 2023     | Porta Nuova                 |
| 2024     | Porta Santa Croce           |

### Anni di ritardo dall'ultima vittoria
| Porta               | Ultima vittoria   | Ritardo              |
| ------------------- | ----------------- | -------------------- |
| Porta San Barnaba   | 15 settembre 2024 | 46 anni e 177 giorni |
| Porta Santa Croce   | 15 settembre 2024 | 0 anni e 179 giorni  |
| Posta San Michele   | 18 settembre 2022 | 2 anni e 176 giorni  |
| Porta Nuova         | 17 settembre 2023 | 1 anno e 177 giorni  |
| Porta San Francesco | 16 settembre 2018 | 6 anni e 178 giorni  |

### Albo d'oro - Corsa del Panno Verde (donne)

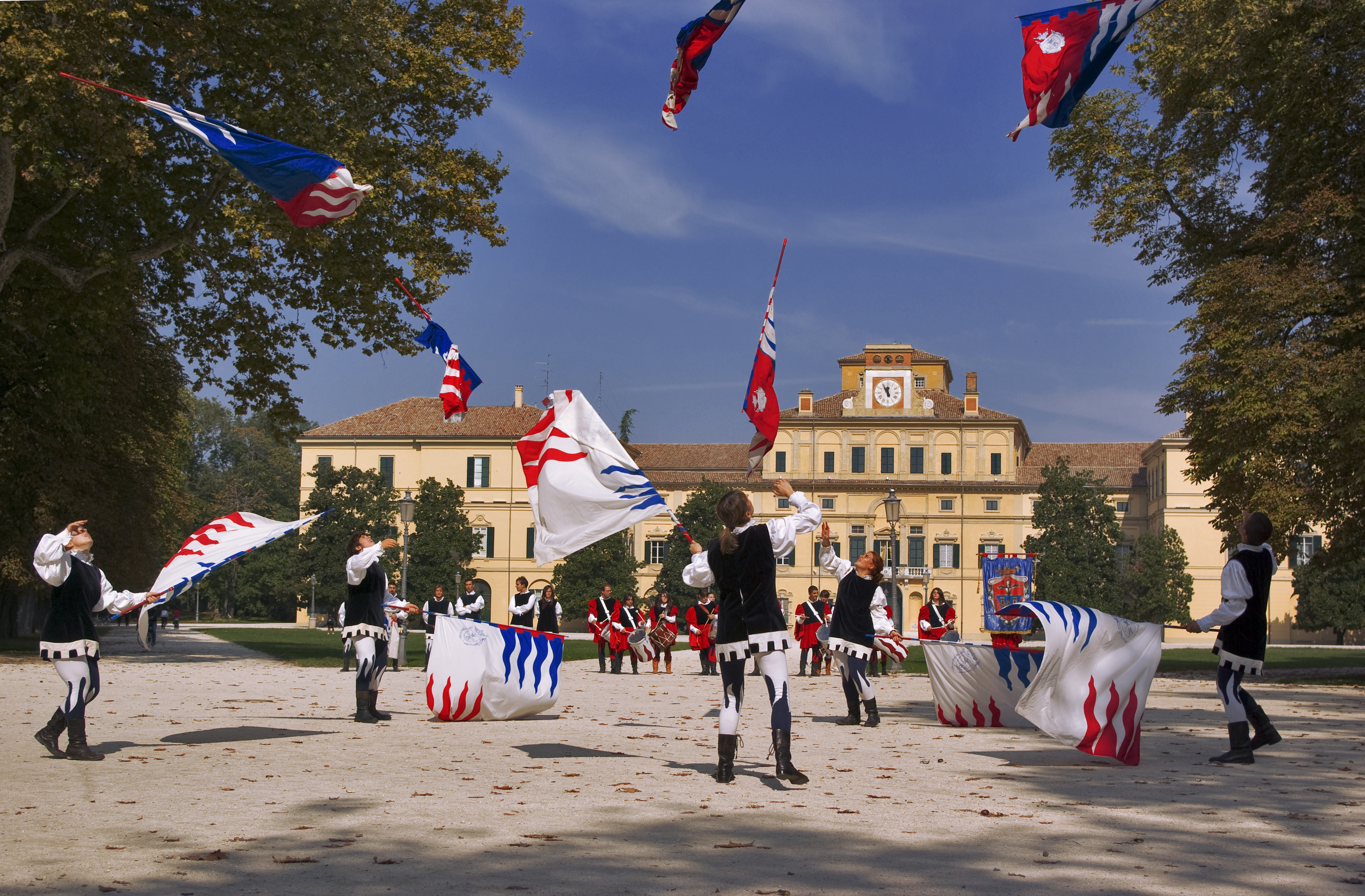
Palio di Parma - Sbandieratori davanti al palazzo del giardino, territorio di Porta Santa Croce

| Edizione | Porta vincitrice         |
| -------- | ------------------------ |
| 1991     | Porta San Barnaba        |
| 1993     | Porta San Michele        |
| 1995     | Porta San Michele        |
| 1996     | Porta San Barnaba        |
| 1997     | Porta San Barnaba        |
| 1999     | Porta San Barnaba        |
| 2000     | Porta San Michele        |
| 2001     | Non assegnato            |
| 2002     | Porta San Barnaba        |
| 2003     | Porta San Barnaba        |
| 2004     | Porta San Barnaba        |
| 2005     | Porta San Francesco      |
| 2006     | Porta San Francesco      |
| 2007     | Porta Nuova              |
| 2008     | Porta Santa Croce        |
| 2009     | Porta Santa Croce        |
| 2010     | Porta Santa Croce        |
| 2011     | Porta Santa Croce        |
| 2012     | Porta Santa Croce        |
| 2013     | Porta San Francesco      |
| 2014     | Porta San Michele        |
| 2015     | Porta Nuova              |
| 2016     | Porta Nuova              |
| 2017     | Porta San Francesco      |
| 2018     | Porta San Francesco      |
| 2019     | Non disputato (Maltempo) |